# Templerie de Cherves
La commanderie Saint-Jean de Richemont ou la Templerie de Cherves dite aussi de Saint-André formait une ancienne commanderie templière supposée, située à Cherves-Richemont, en Charente, au nord de Cognac. Il n'en reste actuellement plus aucun vestige, hormis les noms.

## Localisation
La Templerie est située en limite des communes de Cherves-Richemont (ancienne commune de Cherves) et Louzac-Saint-André (ancienne commune de Saint-André). La Commanderie est aussi située sur cette limite, plus précisément sur l'ancienne commune de Richemont, à 500 m au sud-est.

## Historique
L'origine de cette ancienne commanderie est inconnue, mais elle aurait possédé un oratoire Saint-Jean. Les bâtiments conventuels auraient, eux aussi, été érigés au nord-ouest du bourg de Richemont, au lieu-dit actuel la Commanderie.
D'après l'abbé Nanglard, cette commanderie englobait aussi la Templerie de Cherves, dite aussi de Saint-André car située à la limite des deux paroisses,.
Il n'y a aucune trace écrite de cette commanderie, en particulier dans l'inventaire des biens templiers, ou hospitaliers après la dissolution de cet ordre en 1312 (concile de Vienne), et aucun vestige de ce sanctuaire Saint-Jean, d'où le doute de certains historiens.

## Description
À la Commanderie, il ne subsiste des anciens bâtiments qu'une partie du logis qui semble dater du XVIIe siècle.